# قيصوم بعيد
القيصوم البعيد أو الأُخيليَّة البعيدة (باللاتينية: Achillea distans) نبات عشبي معمّر يتبع جنس القيصوم من الفصيلة النجمية.

## الموئل والانتشار
موطنه البلقان وبعض مناطق جنوب أوروبا ووسطها. يوجد أيضا في بلاد الشام وإن كان غير معروف توطنه.

## مرادفات للاسم العلمي
- (باللاتينية: Achillea tanacetifolia subsp. distans (Willd.) Gajić)
- (باللاتينية: Achillea lanata Willd. [non Lam. 1779])
- (باللاتينية: Achillea magna subsp. lanata Nyman)
- (باللاتينية: Achillea tanacetifolia subsp. lanata (Nyman) Velen.)